# Катя Кирянова
Катерина Илиева Кирянова е българска поетеса, текстописка и романистка.

## Биография
Родена е на 29 октомври 1947 година в Петрич, където завършва гимназия „Пейо К. Яворов”. След това завършва Института за детски и начални учители в София и детска педагогика в Югозападния университет в Благоевград. Жени в петричкото село Марикостиново, където работи като учителка и директорка на детска градина. В последните 10 години преди пенсионирането си работи като директорка на училище „Европа“ в родния си град.
Катя Кирянова е авторка на над 30 книги, от които много за деца, както и на текстове за над 300 песни. Тя е една от създателките на фестивала „Пирин фолк“ в град Сандански. Носителка е на редица награди от литературни и песенни конкурси. Членка е на Съюза на българските писатели.
Печели първа награда в 2018 година за стихотворението си „Жена, бъди благословена“ на охридското поетично събитие.
В същата 2018 година представя в Благоевград първия си роман „В нощта на орисниците“.
На 28 октомври 2022 година на тържествено заседание на Общинския съвет - Петрич Катя Кирянова, заедно с още шест видни петричани е удостоена със званието почетен гражданин на Петрич.